# Saga de los Nart

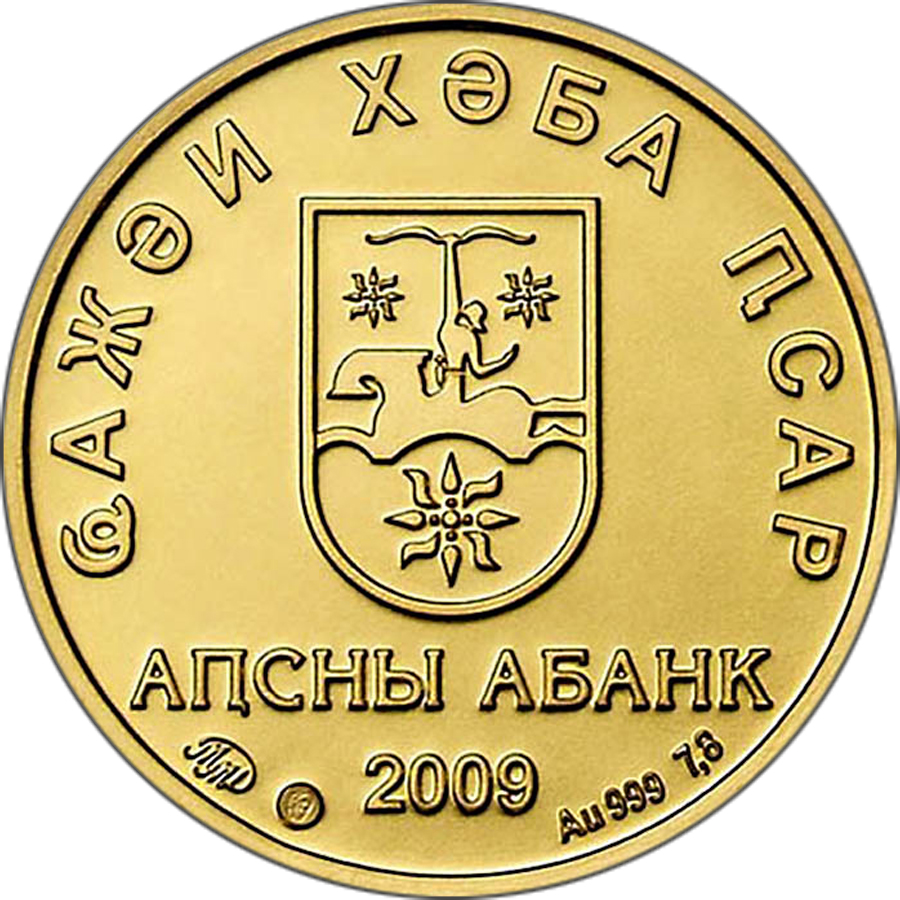
Moneda de los Nart.

Las sagas de los Nart (oseta: Нарты кадджытæ; Narty kaddžytæ, circas: Адыгэ Нарт эпос; Adydhe nart epos) son una serie de cuentos originarios del Cáucaso. Forman la mitología básica de las tribus del área; algunas son simplemente historias, pero otras tienen valor como mitos de creación y antigua teología. Los abjasos, circasianos, osetas y ubijos tienen versiones de las sagas de Nart.

## Descripción
Los nart son una raza de gigantes. La palabra chechena nart tiene este sentido. Algunos de los personajes que aparecen a menudo en las sagas son:
- Sosruko (ubijé y abjaso sawsərəqʷa, oseta soslan y ruso sasrykva), es un embaucador y un tramposo;
- Satanaya (ubijé satanaja, adigué setenej, oseta satana), la madre de los Narts, representa la fertilidad y es la matriarca;
- Tlepsh (abaza ɬapʃʷ), un herrero;
- Baoutch (adigué bəwkʾə).

Algunos de los temas de las sagas son comunes con la mitología griega. La historia de Prometeo encadenado al monte Elbrús en particular es similar a una parte de las sagas de los Nart. Estos temas compartidos son vistos por algunos como indicativos de una antigua proximidad entre los pueblos del Cáucaso y los antiguos griegos. Otro indicio sería el mito del Vellocino de oro, en el que la Cólquide se suele colocar en lo que actualmente es Georgia o Abjasia.